# 卢开仁
卢开仁（1933年—），男，福建福州人，中国飞机设计师，曾任哈尔滨飞机制造公司设计所副所长、哈尔滨飞机制造公司副总工程师、研究员级高级工程师。